# الفن الأكاديمي اليوناني في القرن التاسع عشر

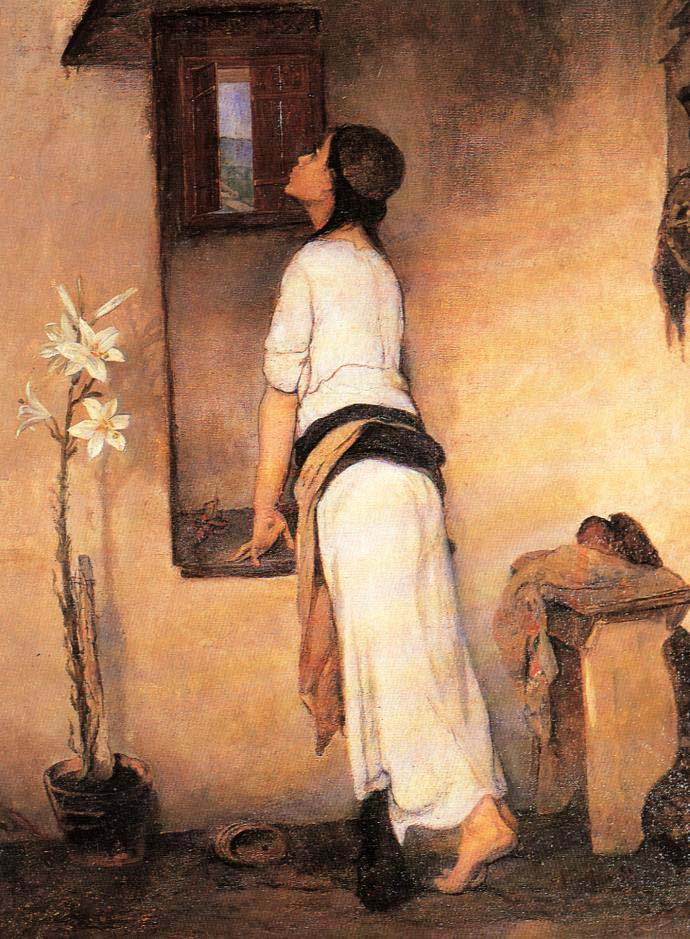

كانت الحركة الفنية الأكثر أهمية للفن اليوناني في القرن التاسع عشر هي الواقعية الأكاديمية، والتي غالبًا ما تُسمى في اليونان «مدرسة ميونخ» بسبب التأثير القوي من الأكاديمية الملكية للفنون الجميلة في ميونخ، حيث تدرب العديد من الفنانين اليونانيين. رسمت مدرسة ميونخ نفس النوع من المشاهد بنفس النوع من الأسلوب الذي استخدمه الرسامون الأكاديميون الأوروبيون الغربيون في العديد من البلدان، ولم تحاول بشكل عام دمج العناصر الأسلوبية البيزنطية في عملهم.

## لمحة تاريخية
يمكن تفسير إنشاء الفن الرومانسي في اليونان بشكل رئيسي بسبب العلاقات الخاصة التي أُنشئت بين اليونان المحررة مؤخرًا (1830) وبافاريا خلال سنوات الملك أوتو. شجعت الدولة اليونانية في هذه الفترة الفنانين الشباب على الدراسة في الأكاديمية الملكية للفنون الجميلة في ميونخ وعلى وجه الخصوص دراسة الرسم. إضافة إلى ذلك، لم يتوافر بعد قرون من الحكم العثماني سوى فرص قليلة للفنانين الشباب في اليونان نفسها، مباشرة بعد الاستقلال، لذلك كانت الدراسة في الخارج ضرورية بالنسبة لهم. شكلت ميونخ مركزًا دوليًا مهمًا للفنون وكانت المكان الذي يختار فيه غالبية الفنانين اليونانيين في القرن التاسع عشر الدراسة، بينما ذهبت أقلية منهم إلى باريس. تطورت كلا الروابط الأكاديمية والشخصية بين الرسامين اليونانيين الأوائل وفن ميونخ، مما أدى إلى ولادة «مدرسة ميونخ» للرسم. عاد الكثير من هؤلاء الفنانين الشباب إلى اليونان في وقت لاحق، وعملوا كمدرسين في مدرسة البوليتكنيك ثم مدرسة أثينا للفنون الجميلة، حيث نقلوا تجاربهم الفنية. اختار البعض منهم مثل نيكولاس غيزيس البقاء في ميونخ التي كانت تُدعى أثينا على نهر إيسار.

## الأساليب الفنية
تتميز أعمال رسامي مدرسة ميونخ بالخبرة وبالإفراط في استخدام الألوان التي تُلقي بظلالها على تعابير الشخصيات. صُورت المشاهد بطريقة مسرحية أبهى، على الرغم من عدم افتقارها إلى التوتر العاطفي. تُعد الحتمية في الواقعية الأكاديمية هي الأخلاق، ونجد فيها تمثيل الحياة الحضرية و/أو الريفية مع إيلاء اهتمام خاص لتصوير العناصر المعمارية، والقماش التقليدي والأشياء المختلفة. تخصص رسامو مدرسة ميونخ بالبورتريه ورسم المناظر الطبيعية والطبيعة الصامتة.

## الفنانون الممثلون
من بين الفنانين الذين ينتمون لمدرسة ميونخ، الرسامون الأوائل في اليونان مثل ثيودوروس فريزاكيس (1814- 1878) وديونيسيوس تسوكوس (1820- 1862)، (وفقًا لنقاد الفن الآخرين، ينتمي أكثر إلى مدرسة الرسم الهيبتاني). استمد كلا الفنانين مواضيعهما من حرب الاستقلال اليونانية عام 1821، مع التركيز على الأفكار المثالية للثورة اليونانية وعدم الاهتمام الكبير بالجوانب العنيفة والمأساوية للحرب. جاء لاحقًا كونستانتينوس فولاناكيس (1837- 1907) وإيونيس ألتاموراس (1852- 1878) اللذان كانا أكثر إثارة في تصويرهما وأكثر تركيزًا على المعارك البحرية لثورة 1821.
كان الممثلون الرئيسيون للحركة الفنية بصرف النظر عن فولاناكيس، هم الرسامون الذين عملوا بشكل رئيسي خلال النصف الثاني من القرن التاسع عشر مثل نيكيفوروس ليتراس (1832- 1904) ونيكولاس غيزيس (1842- 1901) وجورجيوس ياكوفيديس (1853- 1907) وجورجيوس رويلوس (1867- 1928). تخطى رويلوس في حياته المهنية الناضجة مبادئ مدرسة ميونخ وأدخل الانطباعية في الرسم اليوناني. بقي في الأكاديمية في ألمانيا بينما عاد الآخرون للتدريس في مدرسة أثينا للفنون الجميلة. ميز تعليمهم وفنونهم العصر الفني في القرن التاسع عشر في اليونان.